# Tan enamorados
"Tan enamorados" es una balada interpretada por el cantautor venezolano Ricardo Montaner. Fue escrita por Gianni Togni. Adaptada al Español  por Ricardo Montaner, producido por Pablo Manavello y lanzado a finales de 1988 como el sencillo principal de su segundo álbum de estudio Ricardo Montaner 2 (1989). La canción esta dentro de las 100 grandiosas en español de los años 80s de VH1 Latinoamérica, teniendo la posición #67 del conteo.
La canción fue regrabada por Montaner en 1988 con un nuevo arreglo musical, y fue incluida en el setlist de su álbum Ricardo Montaner con la London Metropolitan Orchestra que fue producido por Bebu Silvetti.  El cantante también grabó una versión portuguesa en 2004. 

## Antecedentes y uso en medios
La canción es una adaptación de «Per noi innamorati» del cantautor italiano Gianni Togni,  sería el sencillo principal de esta placa discográfica. La canción fue elegida como canción de apertura para la telenovela venezolana de la cadena de televisión Venevisión Niña bonita (1988-1989), protagonizada por Ruddy Rodríguez y Luis José Santander. Én ella, Ricardo Montaner, tendría una pequeña participación como el doctor Arnaldo Blanco.

## Rendimiento en posiciones
La canción llegó por primera vez al puesto 9 del Hot Latin Tracks de la revista Billboard el 17 de diciembre de 1988. En este chart se mantuvo durante 40 semanas y hasta salir de ellas.

## Lista de canciones

### CD - Promo[14]
| Tan enamorados — Single |                  |          |  |
| N.º                     | Título           | Duración |  |
| 1.                      | «Tan enamorados» | 4:20     |  |
| 2.                      | «Tú»             | 4:05     |  |